# Comuna 6 San Humberto
La Comuna 6 San Humberto es la sexta y última de las comunas de la cabecera municipal de Soacha (Cundinamarca). Recibe el nombre de su principal cabecera, el barrio San Humberto.

## Geografía
Territorio en parte llano en influencia con el área colindante con la Autopista NQS mientras su parte sur está en contacto con el piedemonte de los Cerros del Sur, del cual hay asentamientos suburbanizados como El Altico, El Cerezo y Altos de la Florida. Hidrográficamente lo baña el río Soacha, que viene desde el Corregimiento 1 hasta los límites con la Comuna 2 de Soacha Centro.

### Límites
|                                                                    | Norte: La Comuna 2 Soacha Central, por la Autopista NQS. |                                                                              |
| Oeste: Comuna 1 Compartir (Calle 4 Sur, Calle 1 y Carrera 10 Este) |                                                          | Este: Comuna 5 San Mateo (Diagonal 28, Calle 29, Carrera 2 Este, Calle 25C). |
|                                                                    | Sur: Corregimiento 1 (Vereda Panamá)                     |                                                                              |

## Barrios
Altos de la Florida,  Andalucía, Balcón Real (2 sectores), Bosque de Cipi, Bosque Suroriente, Boyacá,  Camilo Torres Restrepo Sur, Chicó Sur, Cien Familias, Confenalco, Cristales, Cristalina, Divino Niño (dos sectores), Doce de Marzo, El Dorado, El Altico,  El Cardal, El Libertador, El Paraíso, El Triunfo, España, Esperanza Suroriental, Galicia, Juan Pablo II (dos sectores), La Esmeralda, La Florida (dos sectores),  La Cagua (dos sectores), La Magdalena, Las Villas, Llano Grande, Mariscal Sucre, Panorama, Parques del Sol, Porvenir, Pradera (dos sectores), Ricaurte, Rincón de la Florida - Cohabitar, San Alberto, San Antonio, San Bernardino, San Humberto, San José, San Marcos, San Martín, Santa María, Santa Rosa, Santa Helena Sur, Ubaté, Urbanización San Carlos, Villa Julia, Villas de Santa Isabel,  y Villas del Progreso,
Propiedad horizontal: La comuna 6 tiene las siguientes propiedades horizontales distribuidos en los siguientes barrios, aunque por ley están separados de las jurisdicciones de las Juntas de Acción Comunal de estos últimos:
- Balcón Real: Parques de Cagua.
- Chico Sur: Amaranto Real.
- Divino Niño: Parques de San José
- El Altico: El Ciprés, Rincón de San Alejo y Villa Daniela.
- La Cagua: El Oasis.
- Panorama: Villa Samantha.
- La Magdalena: Sabana Ciprés
- San Humberto: Villa Xue
- Ubaté: Conjunto Autopista Sur, La Colmena, Loira, Monteverde y San Juan.

## Vías
Además de la Autopista NQS, está la Calle 13 (Avenida Luis Carlos Galán) que es articulador de la comuna con el resto de la ciudad y comunica la primera con el área rural del Corregimiento 1 (sur). Otras vías destacadas son:
- Calle 22 (Porvenir)
- Calle 15 (San Humberto)
- Calle 10 (Río Soacha)
- Carrera 3ª
- Carrera 1ª
- Carrera 3 Este - Carrera 5 Este (Ricaurte)

La comuna cuenta con transporte público para el resto de la ciudad de Soacha y varias de sus veredas, así como por Bogotá a través del Corredor de transporte por la Autopista NQS.

## Sitios importantes
- Centro Comercial Unisur (compartido con la vecina Comuna 5 de San Mateo)
- Instituto San Agustín
- Centro de Salud San Luis Medical Center
- Centro de Salud San Marcos - E.S.E. Soacha
- Parque Cagua
- Unidad Deportiva San Carlos
- Calle 15 (Calle Comercial)

## Representación local
La representación local está en manos de los ediles de la JAL de la comuna 6, elegidos para el periodo constitucional 2024-2027:
| Partido | Partido | Escaños |
| ------- | ------- | ------- |
|         | PH      | 5/7     |
|         | CR      | 2/7     |